# Montlebon
Montlebon ist eine französische Gemeinde mit 2.227 Einwohnern (Stand: 1. Januar 2022) im Département Doubs in der Region Bourgogne-Franche-Comté.

## Geographie
Montlebon liegt auf 801 m, zwei Kilometer südlich von Morteau und etwa 24 Kilometer nordöstlich der Stadt Pontarlier (Luftlinie). Das Dorf erstreckt sich im Jura, an erhöhter Lage auf einer Geländeterrasse am Südrand des Val de Morteau, einer Talebene des Doubs, am Nordfuß des Mont Gaudichot, nahe der Grenze zur Schweiz. Das Gemeindegebiet gehört zum Regionalen Naturpark Doubs-Horloger.
Die Fläche des 27,27 km² großen Gemeindegebiets umfasst einen Abschnitt des französischen Juras. Die nördliche Grenze verläuft meist entlang dem Doubs, der hier mit mehreren Mäandern durch die breite Talsenke des Val de Morteau nach Osten fließt. Vom Flusslauf erstreckt sich das Gemeindeareal südwärts über die flache, ehemals vermoorte Talaue und über die angrenzende Terrasse von Montlebon bis auf den bewaldeten Höhenrücken des Mont Gaudichot (1023 m). Die westliche Abgrenzung bildet dabei der Bach, der im von Felswänden gekrönten Talkessel von Derrière le Mont entspringt und die Höhe des Mont Gaudichot in einem Engtal durchbricht. Im Osten bildet das Erosionstal des Ruisseau de la Malcombe die Grenze. 
Weiter nach Süden leitet die Geländestufe der Côte des Sarrazins (bis 1154 m) zu den ausgedehnten wasserarmen Hochflächen des Juras über. Diese nur leicht gewellte Hochfläche liegt durchschnittlich auf 1100 m und ist teils mit Wald, teils mit Weideland bestanden. Die südliche Grenze verläuft auf den Höhen des Châteleu, einem Ausläufer der Montagne du Larmont. Mit einem schmalen Streifen erstreckt sich der Gemeindeboden nach Osten auf den Höhenzug des Meix-Musy, auf dem mit 1285 m die höchste Erhebung von Montlebon erreicht wird.
Zu Montlebon gehören neben dem eigentlichen Ort verschiedene Weiler und zahlreiche Einzelhöfe, darunter:
- Sur la Seigne (775 m) leicht erhöht am Südrand der Ebene von Morteau
- Sur le Fourg (795 m) leicht erhöht am Südrand der Ebene von Morteau
- Chinard (806 m) an erhöhter Lage südlich der Ebene von Morteau am Fuß des Mont Gaudichot
- Cornabey (770 m) an einem Seitenbach des Doubs am Nordwestfuß des Mont Gaudichot
- Louadey (815 m) im Taleinschnitt südlich des Mont Gaudichot
- Derrière le Mont (885 m) in einem Talkessel zwischen dem Mont Gaudichot und der Côte des Sarrazins
- Le Rondot (973 m) auf einem Sattel östlich des Mont Gaudichot
- Les Sarrazins (1080 m) auf einem Geländevorsprung unterhalb der Côte des Sarrazins
- Les Fontenottes (1018 m) auf einem Geländevorsprung unterhalb der Côte des Sarrazins
- Les Cernoniers (1090 m) auf der Jurahochfläche

Nachbargemeinden von Montlebon sind Grand’Combe-Châteleu im Westen, Morteau und Les Fins im Norden, Villers-le-Lac im Osten sowie die schweizerische Gemeinde Le Cerneux-Péquignot im Süden.

## Geschichte
Das Gebiet von Montlebon wurde im 12. Jahrhundert von Mönchen des Cluniazenserpriorats von Morteau urbar gemacht. In der Folge gehörte Montlebon zur Herrschaft Morteau, die zunächst unter der Oberhoheit der Herren von Montfaucon, von 1325 bis 1507 unter derjenigen der Grafen von Neuenburg stand und danach der Franche-Comté angehörte. Im Jahre 1612 wurde in Montlebon ein Minimitenkonvent gegründet. Zusammen mit der Franche-Comté gelangte das Dorf mit dem Frieden von Nimwegen 1678 an Frankreich.

## Sehenswürdigkeiten
Die Kirche von Montlebon, ehemalige Kirche des Minimitenklosters, wurde im 17. Jahrhundert erbaut, 1686 geweiht und zeigt eine Mischung aus klassischem Stil mit mittelalterlichen Elementen. Neben der Kirche sind die Konventsgebäude erhalten. Kapellen befinden sich in den Weilern Derrière le Mont, Sur le Fourg, Les Cernoniers und Les Fontenottes.

## Bevölkerung
| Jahr                       | 1962 | 1968 | 1975 | 1982 | 1990 | 1999 | 2008 | 2018 |
| Einwohner                  | 1394 | 1435 | 1465 | 1404 | 1587 | 1710 | 1922 | 2109 |
| Quellen: Cassini und INSEE |      |      |      |      |      |      |      |      |

Mit 2227 Einwohnern (Stand 1. Januar 2022) gehört Montlebon zu den kleineren Gemeinden des Départements Doubs. Nachdem die Einwohnerzahl in der ersten Hälfte des 20. Jahrhunderts stets im Bereich zwischen 1100 und 1280 Personen gelegen hatte, wurde seit Beginn der 1960er Jahre ein kontinuierliches Bevölkerungswachstum verzeichnet.

## Wirtschaft und Infrastruktur
Montlebon war bis ins 20. Jahrhundert hinein ein vorwiegend durch die Landwirtschaft (Viehzucht und Milchwirtschaft) geprägtes Dorf. Schon früh spielte jedoch auch die Uhrmacherei eine wichtige Rolle. Daneben gibt es heute verschiedene Betriebe des Klein- und Mittelgewerbes, unter anderem in den Branchen Holz- und Nahrungsmittelverarbeitung sowie Baugewerbe. Viele Erwerbstätige sind auch Wegpendler, die in Morteau ihrer Arbeit nachgehen oder auch in den Schweizer Städten Le Locle und La Chaux-de-Fonds arbeiten.
Die Jurahöhen stellen ein beliebtes Wandergebiet dar. Im Winter eignen sie sich für den Skilanglauf. Für den alpinen Skisport stehen am Nordabhang des Meix-Musy verschiedene Skilifte zur Verfügung.
Die Ortschaft liegt zwar abseits der größeren Durchgangsstraßen, ist aber verkehrstechnisch trotzdem gut erschlossen. Die Hauptzufahrt erfolgt von Morteau. Weitere Straßenverbindungen bestehen mit Grand'Combe-Châteleu und Le Cerneux-Péquignot. Auch der Bahnhof von Morteau an der Eisenbahnlinie von Besançon nach Le Locle ist leicht erreichbar.